# コール賞
フランク・ネルソン・コール賞 (Frank Nelson Cole Prize) は、アメリカ数学会から贈られる賞の一つ。「コール賞」と略して呼ばれることが多い。代数部門と数論部門の二つがあり、過去6年間に北米の数学誌に掲載された最も優れた論文の著者に対して授与される。現在の賞金は5000ドルで、アメリカ数学会会員にのみ受賞資格がある。歴代の受賞者にはフィールズ賞受賞者も含まれており、その受賞基準の厳しさから、数学界における最も栄誉ある賞の一つに数えられる。
25年間にわたりアメリカ数学会事務局長を務めたフランク・ネルソン・コールの引退に際し、彼の功績を称えて設立された。賞金は、コールの退職金を基金としている。
なお、受賞者一覧中の太字は、フィールズ賞受賞者を示す。

## 代数部門受賞者
- 第1回 (1928年) - レナード・ユージン・ディクソン (Algebren und ihre Zahlentheorie, Orell Fuüssli, 1927に対して)
- 第2回 (1939年) - エイブラハム・エイドリアン・アルバート (Annals of Mathematics, Ser. 2, Vol. 35, 1934; Vol. 36, 1935に掲載されたリーマン行列に関する諸論文に対して)
- 第3回 (1944年) - オスカー・ザリスキ (American Journal of Mathematics, Vol. 61, 1939; Vol. 62, 1940および Annals of Mathematics, Ser. 2, Vol. 40, 1939; Vol. 41, 1940に掲載された代数多様体に関する諸論文に対して)
- 第4回 (1949年) - リチャード・ブラウアー ("On Artin's L-series with general group characters", Annals of Mathematics, Ser. 2, Vol. 48, 1947に対して）
- 第5回 (1954年) - ハリシュ＝チャンドラ（英語版）("On some applications of the universal enveloping algebra of a semisimple Lie algebra", Transactions of the American Mathematical Society, Vol. 70, 1951をはじめとする諸論文に対して)
- 第6回 (1960年) - サージ・ラング ("Unramified class field theory over function fields in several variables", Annals of Mathematics, Ser. 2, Vol. 64, 1956に対して)、マックスウェル・ローゼンリヒト ("Generalized Jacobian varieties", Annals of Mathematics, Series 2, Vol. 59, 1954; "A universal mapping property of generalized Jacobians", Annals of Mathematics, Ser. 2, Vol. 66, 1957に対して)
- 第7回 (1965年) - ヴァルター・ファイト、ジョン・トンプソン (二人の共著論文 "Solvability of groups of odd order", Pacific Journal of Mathematics, Vol. 13, 1963に対して)
- 第8回 (1970年) - ジョン・スターリングス ("On torsion-free groups with infinitely many ends", Annals of Mathematics, Ser. 2, Vol. 88, 1968に対して)、リチャード・スワン ("Groups of cohomological dimension one", Journal of Algebra, Vol. 12, 1969に対して)
- 第9回 (1975年) - ハイマン・バス (Unitary algebraic K-theory, Springer Lecture Notes in Mathematics, Vol. 343, 1973に対して)、ダニエル・キレン (Higher algebraic K-theories, Springer Lecture Notes in Mathematics, Vol. 341, 1973に対して)
- 第10回 (1980年) - ミハエル・アッシュバッハー ("A characterization of Chevalley groups over fields of odd order", Annals of Mathematics, Ser. 2, Vol. 106, 1977に対して）、メルヴィン・ホクスター (Topics in the homological theory of commutative rings, CBMS Regional Conference Series in Mathematics, No. 24, AMS, 1975に対して)
- 第11回 (1985年) - ジョージ・ルスティック ("Characters of reductive groups over finite fields", Annals of Mathematics Studies, Vol. 107, Princeton University Press, 1984をはじめとする諸業績に対して)
- 第12回 (1990年) - 森重文 ("Flip theorem and the existence of minimal models for 3-folds", Journal of the American Mathematical Society, Vol. 1, 1988をはじめとする諸業績に対して)
- 第13回 (1995年) - ミッシェル・レイノー ("Revêtements de la droite affine en caracthéristique p > 0", Inventiones Mathematicae, 116, 1994に対して)、David Harbater ("Abhyankar's conjecture on Galois groups over curves", Inventiones Mathematicae 117, 1994に対して)
- 第14回 (2000年) - アンドレイ・ススリン (モチーフ的コホモロジーに関する諸業績に対して)、アイセ・ヨハン・デ・ヨング (特異点解消に関する諸業績に対して)
- 第15回 (2003年) - 中島啓 (表現論および幾何学における諸業績に対して)
- 第16回 (2006年) - ヤノシュ・コラール (ナッシュ予想への貢献と有理連結多様体の理論における重要な業績に対して)
- 第17回 (2009年) - クリストファー・ハコン、ジェームズ・マッカーナン
- 第18回 (2012年) - en:Alexander Merkurjev
- 第19回 (2015年) - ペーター・ショルツェ
- 第20回 (2018年) - en:Robert Guralnick
- 第21回 (2021年) - en:Chenyang Xu
- 第21回 (2024年) - en:Jessica Fintzen

## 数論部門受賞者
- 第1回 (1931年) - ハリー・シュルツ・ヴァンディヴァー (フェルマーの最終定理に関する諸論文に対して)
- 第2回 (1941年) - クロード・シュヴァレー ("La théorie du corps de classes", Annals of Mathematics, Ser. 2, Vol. 41, 1940に対して)
- 第3回 (1946年) - ヘンリー・ベルトールト・マン ("A proof of the fundamental theorem on the density of sums of sets of positive integers", Annals of Mathematics, Ser. 2, Vol. 43, 1942に対して)
- 第4回 (1951年) - ポール・エルデシュ ("On a new method in elementary number theory which leads to an elementary proof of the prime number theorem", Proceedings of the National Academy of Sciences, Vol. 35, 1949をはじめとする諸論文に対して)
- 第5回 (1956年) - ジョン・テイト ("The higher dimensional cohomology groups of class field theory", Annals of Mathematics, Ser. 2, Vol. 56, 1952に対して)
- 第6回 (1962年) - 岩澤健吉 ("Gamma extensions of number fields", Bulletin of the American Mathematical Society, Vol. 65, 1959に対して)、バーナード・ドゥワーク ("On the rationality of the zeta function of an algebraic variety", American Journal of Mathematics, Vol. 82, 1960に対して)
- 第7回 (1967年) - ジェームズ・アックス、サイモン・コッヘン ("Diophantine problems over local fields. I, II, III", American Journal of Mathematics, Volume 87, 1965; Annals of Mathematics, Ser. 2, Vol. 83, 1966に対して)
- 第8回 (1972年) - ヴォルフガング・M・シュミット（英語版） ("On simultaneous approximation of two algebraic numbers by rationals", Acta Mathematica, Vol. 119, 1967; "T-numbers do exist", Symposia Mathematica, Vol. IV, Academic Press, 1970; "Simultaneous approximation to algebraic numbers by rationals", Acta Mathematica Vol. 125, 1970; "On Mahler's T-numbers", Proceedings of Symposia in Pure Mathematics, Vol. 20, AMS, 1971に対して)
- 第9回 (1977年) - 志村五郎 ("Class fields over real quadratic fields and Heche operators", Annals of Mathematics, Ser. 2, Vol. 95, 1972; "On modular forms of half integral weight", Annals of Mathematics, Ser. 2, Vol. 97, 1973に対して)
- 第10回 (1982年) - ロバート・ラングランズ ("Base change for GL(2)", Annals of Mathematics Studies, Vol. 96, Princeton University Press, 1980をはじめとする諸業績に対して)、バリー・メイザー ("Modular curves and the Eisenstein ideal", Publications Mathematiques de l'Institut des Hautes Etudes Scientifiques, Vol. 47, 1977をはじめとする諸業績に対して)
- 第11回 (1987年) - ドリアン・ゴールドフェルド ("Gauss's class number problem for imaginary quadratic fields", Bulletin of the American Mathematical Society, Vol. 13, 1985に対して)、ベネディクト・グロス、ドン・ザギエ (二人の共著論文 "Heegner points and derivatives of L-Series", Inventiones Mathematicae, Vol. 84, 1986に対して)
- 第12回 (1992年) - カール・ルービン ("Tate-Shafarevich groups and L-functions of elliptic curves with complex multiplication and The "main conjectures" of Iwasawa theory for imaginary quadratic fields", Inventiones Mathematicae, Vol. 103, 1991をはじめとする諸業績に対して)、Paul Vojta ("Siegel's theorem in the compact case", Annals of Mathematics, Vol. 133, 1991をはじめとする諸業績に対して)
- 第13回 (1997年) - アンドリュー・ワイルズ ("Modular elliptic curves and Fermat's Last Theorem", Annals of Mathematics Vol. 141, 1995に対して)
- 第14回 (2002年) - ヘンリク・イワニッチ(解析的整数論に対する寄与に対して)、リチャード・テイラー (代数的整数論に対する顕著な貢献に対して)
- 第15回 (2005年) - ピーター・サルナック (Random Matrices, Frobenius Eigenvalues and Monodrom, AMS, 1998をはじめとする諸業績に対して)
- 第16回 (2008年) - マンジュル・バルガヴァ (高次合成則（higher composition laws）への革命的業績に対して)
- 第17回 (2011年) - Chandrashekhar Khare、Jean-Pierre Wintenberger
- 第18回 (2014年) - 張益唐、en:Daniel Goldston、en:János Pintz、Cem Y. Yıldırım
- 第19回 (2017年) - アンリ・ダルモン
- 第20回 (2020年) - ジェームズ・メイナード
- 第21回 (2023年) - Kaisa Matomäki、Maksym Radziwill、James Newton、Jack Thorne